# Elberfelder Aufstand

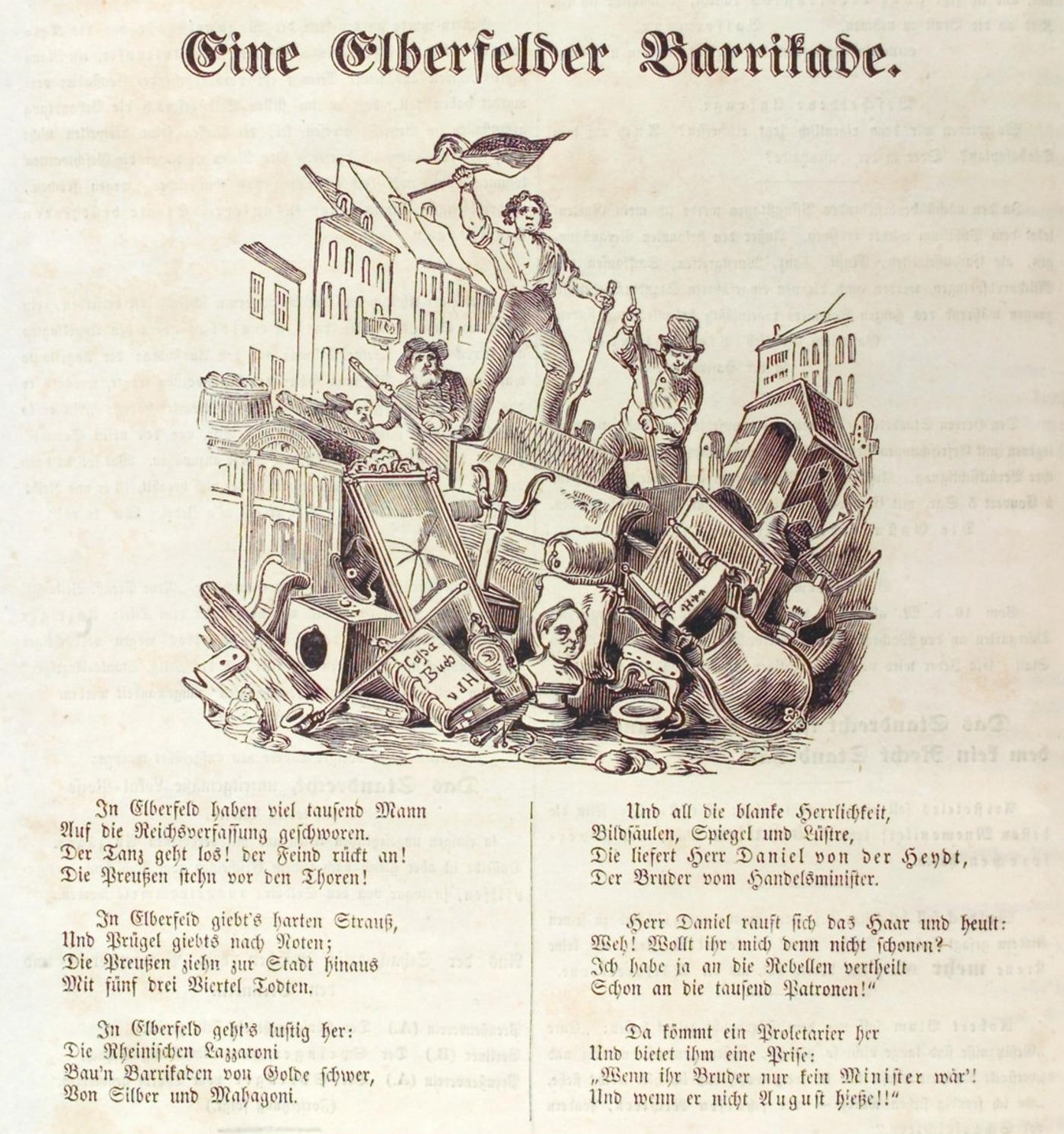
Zeitgenössische Karikatur und Spottgedicht

Der Elberfelder Aufstand vom Mai 1849 war Teil der Reichsverfassungskampagne und brach vor dem Hintergrund der Nichtanerkennung der Frankfurter Reichsverfassung durch die preußische Staatsführung und der endgültigen Ablehnung des deutschen Kaisertitels durch König Friedrich Wilhelm IV. aus. Mehrere Tage lang übte ein Sicherheitsausschuss die Kontrolle über die Stadt Elberfeld aus, ehe der Aufstand zusammenbrach.

## Vorgeschichte
Die Bewegung in Elberfeld war Teil einer ganzen Reihe von Unruhen in Preußen. Andere Orte in der Rheinprovinz und in der Provinz Westfalen, wo es zu ähnlichen Ereignissen kam, waren Solingen, Gräfrath, Düsseldorf, Siegburg oder Hagen. Bekannt sind auch der Prümer Zeughaussturm und der Iserlohner Aufstand. Vorausgegangen war die Auflösung der zweiten Kammer des preußischen Landtages durch König Friedrich Wilhelm IV., nachdem das Parlament die Frankfurter Reichsverfassung anerkannt hatte. Auch der Annahme der Kaiserkrone erteilte der Monarch eine endgültige Absage. Um möglichen Unruhen zuvorzukommen, ließ die preußische Regierung den Belagerungszustand ausrufen und mobilisierte die Landwehr.

## Beginn der Bewegung
In Elberfeld stieß dies auf Empörung. Dort spielte der „politische Club“, der dem demokratischen Centralmärzverein angehörte, eine wichtige Rolle. Einer vom „politischen Klub“ veranstalteten Volksversammlung folgten am 29. April 1849 über tausend Menschen, die eine Protestresolution verabschiedeten. Am folgenden Tag wurde die Resolution in Düsseldorf am Regierungspräsidium abgegeben. Am 1. Mai 1849 beriet der Gemeinderat über die Lage. Der Rechtsanwalt Hermann Höchster war mit seinem Antrag erfolgreich, die Auflösung der zweiten Kammer zu kritisieren. Mit knapper Mehrheit von 12 zu 11 Stimmen wurde ein Bekenntnis zur Reichsverfassung zwar abgelehnt, jedoch bereits die Tatsache, dass der Gemeinderat überhaupt über allgemeinpolitische Fragen diskutierte, brachte ihm die Missbilligung durch den kommissarischen Regierungspräsidenten Friedrich von Spankeren ein.
Am 3. Mai berief ein neu gegründetes Landwehrkomitee die Angehörigen der Landwehr aus Elberfeld zu einer Versammlung ein. Immerhin 153 Landwehrsoldaten erklärten die Regierung unter Friedrich Wilhelm von Brandenburg für volksfeindlich. „Unterzeichnete Landwehrmänner Elberfelds erkennen und erklären, dass das der Krone umgebende Ministerium als ein volksfeindliches zu betrachten ist und halten sich der absoluten Krone entbunden. Dagegen erklären sich dieselben mit der von der Frankfurter Nationalversammlung festgelegten Verfassung einverstanden und sind entschlossen, die Einführung dieser Verfassung für Deutschland mit ihrer Person und Ehre zu bewerkstelligen.“ Zu den führenden Landwehrmännern gehörte Hugo Hillmann. Das Komitee beschloss in Permanenz zu tagen. Nachdem am 5. Mai die ersten Einberufungsbefehle ergingen, rief das Landwehrkomitee die Landwehrangehörigen der Stadt und der benachbarten Gemeinden mit mäßigem Erfolg zum Widerstand auf. Die Landwehrmänner aus der Umgebung distanzierten sich ausdrücklich von den anarchistischen Bestrebungen, aber auch die meisten Elberfelder Landwehrmänner folgten der Einberufung nach Essen. Gleichwohl befürchtete der kommissarische Landrat Carl Friedrich Melbeck Unruhen und forderte am 7. Mai Militär an. Am selben Tag riefen die Elberfelder aufständischen Landwehrmänner alle Landwehrangehörigen des ehemaligen Großherzogtums Berg und der Grafschaft Mark auf, gegen die ungesetzlichen Maßnahmen der Regierung notfalls mit Waffengewalt vorzugehen.

## Barrikaden in Elberfeld
Am 9. Mai 1849 rückten gegen den Willen von Oberbürgermeister Johann Adolf von Carnap tatsächlich reguläre Truppen in Elberfeld ein. Erst daraufhin begann man mit dem Bau von Barrikaden. Der Versuch des Militärs, die Barrikaden ohne Waffengewalt zu überwinden und die Mitglieder des Landwehrkomitees festzunehmen, scheiterte. Die Truppen zogen sich daraufhin zurück und traten zunächst auch nicht in Aktion, als eine aufgebrachte Menge das Haus von Bürgermeister Carnap beschädigte und zahlreiche Gefangene aus dem Gefängnis befreite. Am Abend kam es dann zu Auseinandersetzungen, bei denen mehrere Personen starben. Am nächsten Tag zogen die Truppen ab, vermutlich um die Unruhen in Düsseldorf zu bekämpfen. Auch der Oberbürgermeister und führende Beamte verließen die Stadt.

## Gründung des Sicherheitsausschusses
In dem Machtvakuum gründeten der politische Klub und das Landwehrmännerkomitee am 10. Mai einen „Sicherheitsausschuss“. Dieser übernahm die ausführende Gewalt in Elberfeld. Die in der Stadt gebliebenen Gemeinderatsmitglieder übertrugen ihm die Kompetenzen des Rates inklusive der Obhut über die Stadtkasse. Der Ausschuss bemühte sich, Ruhe und Ordnung wiederherzustellen, und begann, die Verteidigung gegen die erwarteten preußischen Truppen vorzubereiten.
Vor allem aus den umliegenden Städten und Gemeinden strömten 2000 bis 3000 Freiwillige zur Unterstützung des Aufstandes nach Elberfeld. Aus Köln stieß Friedrich Engels hinzu. Dieser hoffte, die Landwehreinheiten zu einer revolutionären Armee machen zu können, und setzte darauf, dass von Elberfeld aus der Aufstand das ganze Rheinland erfassen würde. An Stelle der schwarz-rot-goldenen wollte er die rote Fahne setzen. Auf Engels’ Rat hin wurde der ehemalige preußische Offizier Otto von Mirbach mit der militärischen Leitung beauftragt. Engels selbst übertrug man die Leitung der Befestigungsarbeiten und das Kommando über die Artillerie.
Ein wichtiger Faktor war die Haltung der 1848 gegründeten Bürgerwehr. Diese hatte am 12. Mai 1849 Ferdinand van Poppel zum neuen Kommandeur gewählt. Die Bürgerwehr widersetzte sich der von Mirbach angeordneten Entwaffnung. Allerdings sagte sie zu, nicht gegen den Sicherheitsausschuss vorzugehen.

## Verhandlungsdelegation
Auf Druck der politisch gemäßigten Kräfte wurde am 13. Mai eine Delegation aus dem Arzt Alexander Pagenstecher, dem Fabrikanten Friedrich Wilhelm Simons-Köhler und dem Landgerichtspräsidenten Johann Friedrich Hector Philippi zu Verhandlungen nach Düsseldorf und später nach Berlin entsandt. Friedrich Wilhelm IV. hat die Gruppe nicht empfangen. Auch die aus Elberfeld stammenden Minister August von der Heydt und Ludwig Simons haben die Delegation nicht in amtlicher Funktion, sondern nur als Privatleute gesprochen. Die Berliner Delegation sandte am 16. Mai ein Telegramm an den Sicherheitsausschuss. Dieses war jedoch missverständlich formuliert, so dass man in Elberfeld glaubte, der König hätte der Reichsverfassung zugestimmt.

## Zusammenbruch der Bewegung
In Elberfeld selber hatte man einen Boten nach Frankfurt am Main entsandt, um sich des Rückhaltes der Nationalversammlung zu versichern. Es wurde auch versucht Verbindung zum Sicherheitsausschuss in Iserlohn und dem anderer aufständischer Städte aufzunehmen. Kommandounternehmen versuchten im Umland Waffen zu erbeuten. Gleichzeitig verstärkte sich aber auch die Angst vor sozialrevolutionären Unruhen; dies führte dazu, dass der Sicherheitsausschuss Friedrich Engels aus der Stadt verbannte.
Am selben Tag, als das Telegramm der Berliner Delegation eintraf, lief ein Ultimatum des Oberpräsidenten der Rheinprovinz ab.
Die Hoffnung auf einen Erfolg in Berlin einerseits und der drohende Einmarsch der preußischen Truppen andererseits ließen die Bewegung rasch zusammenbrechen. Ein Großteil der auswärtigen Freiwilligen verließ die Stadt. Die verbliebenen Einheiten waren der Bürgerwehr zahlenmäßig unterlegen. Von Mirbach erklärte sich zum Abzug bereit, machte dies aber von der Zahlung einer beträchtlichen Geldsumme abhängig. Der schon zu Beginn des Aufstandes gefangen genommene Bankier Daniel von der Heydt wurde als Geisel genommen. Am 17. Mai 1849 verließen von Mirbach und seine verbliebenen Truppen die Stadt, um sich dem Aufstand in der Pfalz anzuschließen. Die meisten Freischärler wurden bald darauf gefangen genommen.

## Folgen
Unmittelbar danach sicherte die Bürgerwehr die strategischen Punkte der Stadt. Nach dem Rücktritt der zum Sicherheitsausschuss gehörenden Gemeinderatsmitglieder konstituierte sich dieser neu und beschloss einen Unterwerfungsbeschluss. Zahlreiche führende Anhänger des Aufstandes flohen daraufhin. Am 19. Mai besetzten preußische Truppen die Stadt. Der Oberbürgermeister wurde beurlaubt und der Gemeinderat aufgelöst. Im Jahr 1850 wurden 150 Beteiligte vor einem Geschworenengericht angeklagt.

## Erinnerungskultur
Heute erinnern ein breiter Streifen vor Pflastersteinen sowie eine Namenstafel am Wall gegenüber dem Von der Heydt-Museum, dem damaligen Rathaus, an den Standort der Hauptbarrikade und die dort Getöteten.

### Zeitgenössische Literatur
- Karl Chr. Beltz: Elberfeld im Mai 1849. Die demokratischen Bewegungen im Bergischen und der Grafschaft Mark. Nebst einem Anhang. Bädeker, Elberfeld u. a. 1849, Digitalisat.
- Friedrich Engels: Die deutsche Reichsverfassungskampagne. Zuerst in: Neue Rheinische Zeitung. Politisch-ökonomische Revue Heft 1–4. Hamburg, 1850 Onlineversion
- Carl Hecker: Der Aufstand zu Elberfeld. Im Mai 1849, und mein Verhältniss zu demselben. Bädecker (d. i.: Bädeker) in Kommission, Elberfeld 1849, Digitalisat.
- Vinzenz Zuccalmaglio: Die große Schlacht bei Remlingrade, oder der Sieg der Bergischen Bauern über die Elberfelder Allerwelts-Barrikadenhelden am 17. Mai 1849. Bädeker, Koblenz 1849, Digitalisat.

### Wissenschaftliche Literatur
- Der Elberfelder Aufstand im Mai 1848. Hrsg. und eingeleitet von Johann Friedrich Hector Philippi. Sonderdruck aus: Zeitschrift des bergischen Geschichtsvereins. Bd. 50 [NF Bd. 40] 1917
- Veit Valentin: Geschichte der deutschen Revolution von 1848–1849. Band 2: Bis zum Ende der Volksbewegung 1849. Ullstein, Berlin 1931, S. 471f.
- Klaus Goebel, Manfred Wichelhaus (Hrsg.): Aufstand der Bürger Revolution 1849 im westdeutschen Industriezentrum. Hammer, Wuppertal 1974, ISBN 3-87294-065-1.
- Helmut Elsner, M. Knieriem, Brigitte Traude (Hrsg.): Karl Marx und Friedrich Engels. Ihre Stellung in der Revolution 1848/49. H. Freistühler Verlag, Schwerte / Ruhr 1979.
- Uwe Eckardt: Der Elberfelder Aufstand 1849. In: Michael Knieriem Hrsg.: „Michels Erwachen“. Emanzipation durch Aufstand? Studien und Dokumente zur Ausstellung. Schmidt, Neustadt an der Aisch 1998, ISBN 3-87707-526-6, 31–37
- Uwe Eckardt: „...die Zukunft gehört doch der Demokratie!“ Anmerkungen zu den Elberfelder Unruhen. In: Wilfried Reininghaus (Hrsg.): Die Revolution 1848/49 in Westfalen und Lippe. Münster, 1999. 297–318
- Volkmar Wittmütz: „Übergriffe bis hierher werden sehr befürchtet“. Der Elberfelder Aufstand im Mai 1849 und seine Auswirkungen in Velbert. In: Romerike Berge. 49,2 (1999), S. 10–15
- Detlef Vonde: Friedrich Engels und die »gescheiterte Revolution« von 1848/49, Edition Köndgen, Wuppertal 2019, ISBN 3939843946, S. 68–88